# Karkatia
Karkatia ist ein Dorf in der Landgemeinde Bankilaré in Niger.

## Geographie
Das von einem traditionellen Ortsvorsteher (chef traditionnel) geleitete Dorf befindet sich rund 17 Kilometer südöstlich des Hauptorts Bankilaré der gleichnamigen Landgemeinde und des gleichnamigen Departements Bankilaré, das zur Region Tillabéri gehört. Zu den Siedlungen in der näheren Umgebung von Karkatia zählen Wambila im Osten, Amara im Südosten, Zaney im Süden und Tara im Südwesten.
Karkatia liegt in der Dünenzone im Westen Nigers. Es herrscht das Klima der Sahelzone vor, mit einer durchschnittlichen jährlichen Niederschlagsmenge zwischen 300 und 400 mm. Etwa zwei Kilometer östlich des Dorfs erhebt sich der 332 m hohe Hügel Lan.

## Geschichte
Mitglieder der Terrororganisation Islamischer Staat – Sahel Provinz töteten am 10. Oktober 2023 in Karkatia elf Zivilisten. 871 Menschen aus 138 Haushalten in Karkatia und neun weiteren Dörfern in der Region waren gezwungen, am 13. Juni 2024 vor gewalttätigen Gruppierungen in den Departementshauptort Bankilaré zu fliehen.

## Bevölkerung
Bei der Volkszählung 2012 hatte Karkatia 1317 Einwohner, die in 158 Haushalten lebten. Bei der Volkszählung 2001 betrug die Einwohnerzahl 159 in 20 Haushalten.